# Pyrolirion boliviense
Pyrolirion boliviense là một loài thực vật có hoa trong họ Amaryllidaceae. Loài này được (Baker) Sealy miêu tả khoa học đầu tiên năm 1937.